# Plouguiel
Plouguiel [plugjɛl] est une commune du département des Côtes-d'Armor, dans la région Bretagne, en France. Son nom Breton est Priel.
Ses habitants sont les Plouguiellois et les Plouguielloises.

## Géographie
Plouguiel est située dans l'ancienne province de Bretagne du Trégor. La commune est délimitée à l'est par la rivière de Tréguier, au sud par le Guindy et au nord-ouest par le ruisseau de Lizildry qui se jette dans la rivière de Tréguier par la baie d'enfer.
Le bourg de Plouguiel se situe au sud-est du territoire de la commune et est séparé de la ville de Tréguier par le ria du Guindy. Le petit port de la Roche-Jaune se situe au nord-est de la commune et donne sur la rivière de Tréguier, et donne lieu à une exploitation conchylicole.

### Hydrographie
Pour un article plus général, voir Réseau hydrographique des Côtes-d'Armor.
La commune est située dans le bassin Loire-Bretagne. Elle est drainée par le Jaudy, le Guindy et le Lizildry,,.
Le Jaudy, d'une longueur de 48 km, prend sa source dans la commune de Tréglamus et se jette  dans la Manche sur la commune et de Kerbors, après avoir traversé 13 communes. 
Le Guindy, d'une longueur de 43 km, prend sa source dans la commune de Louargat et se jette  dans le Jaudy à Tréguier, après avoir traversé 16 communes.  Les caractéristiques hydrologiques du Guindy sont données par la station hydrologique située sur la commune. Le débit moyen mensuel est de 1,33 m3/s. Le débit moyen journalier maximum est de 19,8 m3/s, atteint lors de la crue du 9 février 2001. Le débit instantané maximal est quant à lui de 24,5 m3/s, atteint le 26 janvier 1995.

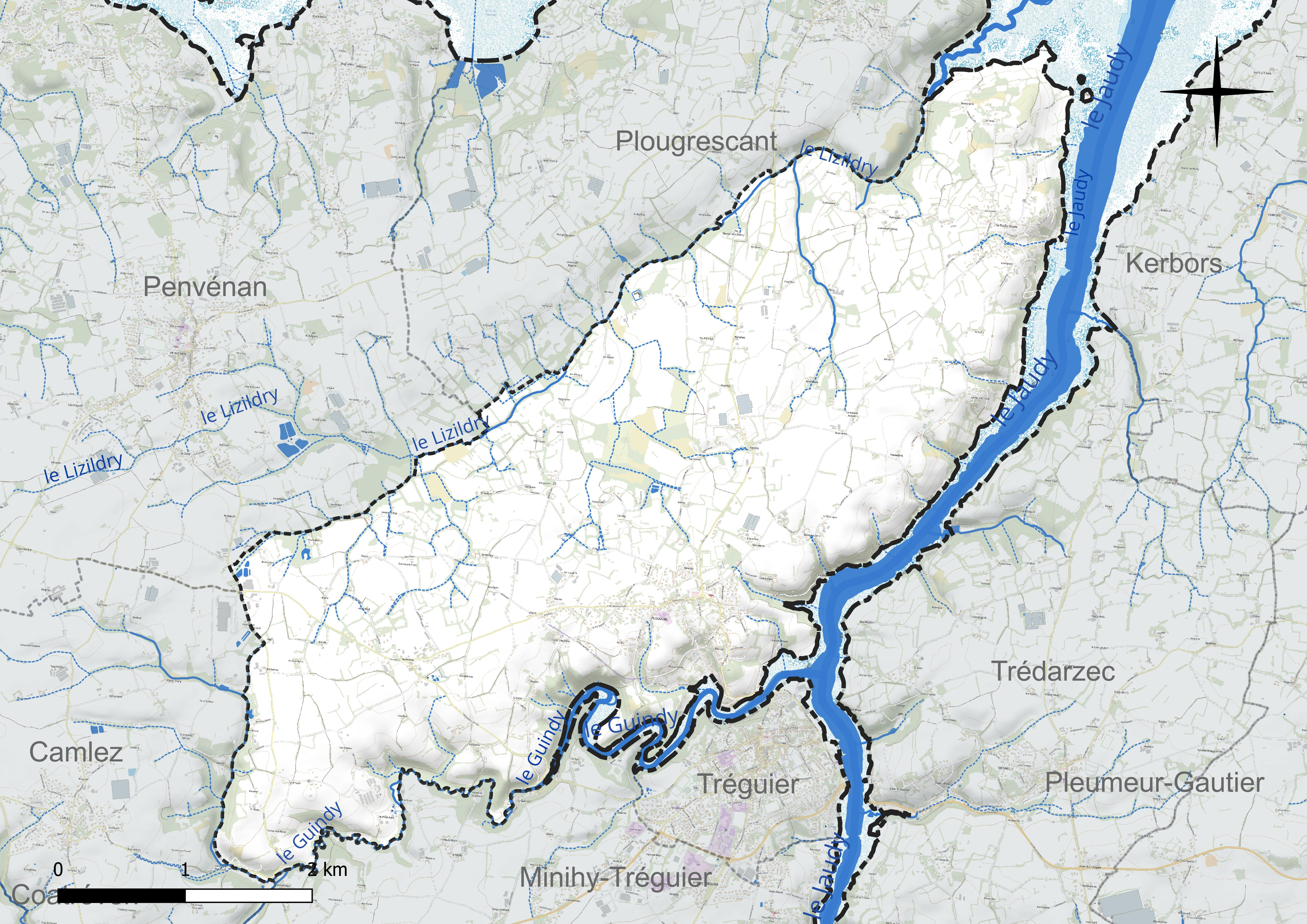
Réseau hydrographique de Plouguiel.

### Climat
Pour des articles plus généraux, voir Climat de la Bretagne et Climat des Côtes-d'Armor.
En 2010, le climat de la commune est de type climat océanique franc, selon une étude du Centre national de la recherche scientifique s'appuyant sur une série de données couvrant la période 1971-2000. En 2020, Météo-France publie une typologie des climats de la France métropolitaine dans laquelle la commune est exposée à un climat océanique et est dans la région climatique  Finistère nord, caractérisée par une pluviométrie élevée, des températures douces en hiver (6 °C), fraîches en été et des vents forts. Parallèlement l'observatoire de l'environnement en Bretagne publie en 2020 un zonage climatique de la région Bretagne, s'appuyant sur des données de Météo-France de 2009. La commune est, selon ce zonage, dans la zone « Littoral », exposée à un climat venté, avec des étés frais mais doux en hiver et des pluies moyennes.  
Pour la période 1971-2000, la température annuelle moyenne est de 11,3 °C, avec  une amplitude thermique annuelle de 10,1 °C. Le cumul annuel moyen de précipitations est de 829 mm, avec 14,4 jours de précipitations en janvier et 7,1 jours en juillet. Pour la période 1991-2020, la température moyenne annuelle observée sur la station météorologique la plus proche, située sur la commune de La Roche-Jaudy à six km à vol d'oiseau, est de 11,8 °C et le cumul annuel moyen de précipitations est de 887,1 mm,. Pour l'avenir, les paramètres climatiques de la commune estimés pour 2050 selon différents scénarios d'émission de gaz à effet de serre sont consultables sur un site dédié publié par Météo-France en novembre 2022.

## Urbanisme

### Typologie
Au 1er janvier 2024, Plouguiel est catégorisée commune rurale à habitat dispersé, selon la nouvelle grille communale de densité à 7 niveaux définie par l'Insee en 2022.
Elle appartient à l'unité urbaine de Tréguier, une agglomération intra-départementale dont elle est ville-centre,. Par ailleurs la commune fait partie de l'aire d'attraction de Lannion, dont elle est une commune de la couronne,. Cette aire, qui regroupe 40 communes, est catégorisée dans les aires de 50 000 à moins de 200 000 habitants,.
La commune, bordée par la Manche, est également une commune littorale au sens de la loi du 3 janvier 1986, dite loi littoral. Des dispositions spécifiques d’urbanisme s’y appliquent dès lors afin de préserver les espaces naturels, les sites, les paysages et l’équilibre écologique du littoral, tel le principe d'inconstructibilité, en dehors des espaces urbanisés, sur la bande littorale des 100 mètres, ou plus si le plan local d’urbanisme le prévoit.

### Occupation des sols
L'occupation des sols de la commune, telle qu'elle ressort de la base de données européenne d’occupation biophysique des sols Corine Land Cover (CLC), est marquée par l'importance des territoires agricoles (87,8 % en 2018), en diminution par rapport à 1990 (88,9 %). La répartition détaillée en 2018 est la suivante : 
terres arables (44,1 %), zones agricoles hétérogènes (36,5 %), prairies (7,2 %), zones urbanisées (7 %), forêts (4 %), eaux continentales (0,8 %), zones humides côtières (0,2 %), eaux maritimes (0,1 %). L'évolution de l’occupation des sols de la commune et de ses infrastructures peut être observée sur les différentes représentations cartographiques du territoire : la carte de Cassini (XVIIIe siècle), la carte d'état-major (1820-1866) et les cartes ou photos aériennes de l'IGN pour la période actuelle (1950 à aujourd'hui).

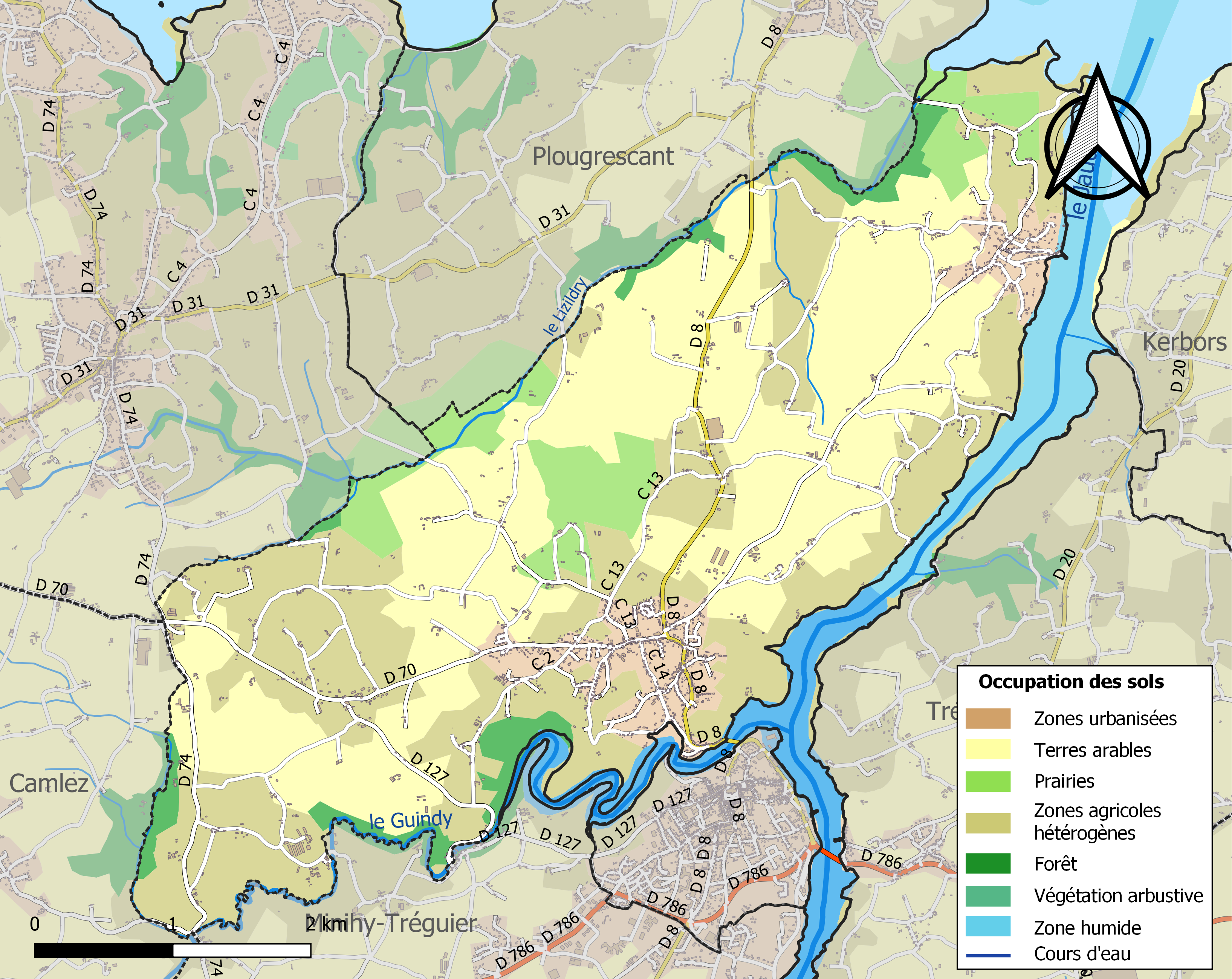
Carte des infrastructures et de l'occupation des sols de la commune en 2018 (CLC).

## Toponymie
Le nom de la localité est attesté sous les formes Ploeguyel vers 1160, Ploeguiel en 1253, Ploeguier, Ployguiel et Pluoyguiel  en 1330, Ploeguiel en 1426, Plouguiel dès 1731.
Ploeguyel, vers 1160, écrit en deux mots Ploe Guyel signifie littéralement « paroisse de Guyel ».

## Histoire

### LeXIXesiècle

#### Jean Le Guen, dit «Jean l'aveugle»
Jean-Marie Le Guen, dit « Jean l'aveugle » (« Yann ar Gwenn ») né le 24 décembre 1774 à Plougrescant et décédé le 29 décembre 1849 à Plouguiel ; vivant au Crec'h Suliet, près de la Roche-Jaune, aux abords de la rivière de Tréguier, il gagnait péniblement sa vie en taillant du chanvre ou du lin dans les fermes de Plouguiel. Un matin de juillet 1792, il se trouvait place Saint-Corentin à Quimper quand il entendit l'appel des volontaires, et décida alors, faute de pouvoir être enrôlé en raison de son infirmité, de commencer à composer et à chanter des gwerz ; mendiant, sa carrière de chanteur commence vers l'âge de 26 ans ; il devint vite très célèbre : il était le boute-en-train de tous les pardons selon Olivier Souvestre. Sa femme, Marc'harit, le guide à travers le Trégor. Il devient très rapidement la gazette du peuple. Il chante les évènements de l'actualité, l'arrivée de Napoléon III, l'épidémie de choléra... et les évènements locaux.
Il fut aussi évoqué par Auguste Brizeux dans le chant XII des « Bretons » :
 Jean Le Guenn est assis au bord de sa cabane ;

 D'une longue tournée aux paroisses de Vannes.

 Il arrive, son sac dégarni de chansons, 

 Mais plein de beaux deniers jetant de joyeux sons. (...)

### LeXXesiècle

#### La Première Guerre mondiale
Le Monument aux Morts fait état de 96 soldats Morts pour la France, dont 9 qui ont péri en mer.
Plouguiel a abrité une  base d'hydravions (Centre d'aviation maritime de Tréguier) pendant la Première Guerre mondiale au lieu-dit « La Roche-rouge ». Cette base donnait la chasse aux u-boot dans la Manche. Cette base fut gérée par la marine nationale jusqu'en 1918. Elle fut ensuite gérée par l'US Navy à partir d'août 1918. Il ne reste plus rien de cette base hormis les fondations de la rampe d'accès à la rivière de Tréguier. Une stèle du souvenir est érigée sur l'ancien site de la base.

#### La Seconde Guerre mondiale
Le monument aux morts porte les noms de 31 soldats morts pour la France, dont 8 qui ont péri en mer.
En 1998, 1 200 obus datant de la Seconde Guerre mondiale sont retrouvés sur un terrain privé situé sur le territoire de la commune.

#### La Guerre d'Algérie
1 soldat est Mort pour la France.

#### La Guerre d'Indochine
5 soldats sont Morts pour la France

## Politique et administration
| Période                                  | Période                       | Identité               | Étiquette        | Qualité |
| ---------------------------------------- | ----------------------------- | ---------------------- | ---------------- | --- |
| 1815                                     | 1825                          | Jean Geffroy           |                  | |
| Les données manquantes sont à compléter. |                               |                        |                  | |
| avant 1951                               | mars 1959                     | François-Louis Broudic | SFIO             | Cultivateur Conseiller général de Tréguier (1951 → 1960) |
| mars 1959                                | mars 1965                     | Paul Le Parquer        | DVD              | Maraîcher, administrateur de la FDSEA 22 Conseiller général de Tréguier (1960 → 1976)                                                                                     |
| mars 1965                                | mars 1983                     | Guy-Henri Marqué       | SFIO puis PS     | Instituteur puis directeur d'école, ancien résistant |
| mars 1983                                | 19 mars 1989                  | François Gégou         | PCF              | Professeur de physique-chimie au lycée de Tréguier, militant syndicaliste                                                                                                 |
| 19 mars 1989                             | mars 2008                     | Michel Bataille        | UDF-CDS puis UMP | Cadre supérieur de La Poste retraité, conseiller juridique Conseiller général de Tréguier (1994 → 2008) Vice-président de la CC des Trois Rivières Maire honoraire (2014) |
| mars 2008                                | 29 mars 2014                  | Rolande Clochet        | DVG              | Attachée d'administration hospitalière retraitée |
| 29 mars 2014                             | 4 juillet 2020                | Jean-Yves Nédélec      | DVD              | Retraité de l'industrie agrochimique, ancien adjoint (2001 → 2008) |
| 4 juillet 2020                           | En cours (au 19 janvier 2021) | Pierre Huonnic         | PS               | Professeur documentaliste Conseiller délégué Lannion-Trégor Communauté |
| Les données manquantes sont à compléter. |                               |                        |                  | |

## Démographie
L'évolution du nombre d'habitants est connue à travers les recensements de la population effectués dans la commune depuis 1793. Pour les communes de moins de 10 000 habitants, une enquête de recensement portant sur toute la population est réalisée tous les cinq ans, les populations de référence des années intermédiaires étant quant à elles estimées par interpolation ou extrapolation. Pour la commune, le premier recensement exhaustif entrant dans le cadre du nouveau dispositif a été réalisé en 2004.

En 2022, la commune comptait 1 745 habitants, en évolution de −1,63 % par rapport à 2016 (Côtes-d'Armor : +1,78 %, France hors Mayotte : +2,11 %).
| 1793  | 1800  | 1806  | 1821  | 1831  | 1836  | 1841  | 1846  | 1851  |
| ----- | ----- | ----- | ----- | ----- | ----- | ----- | ----- | ----- |
| 2 295 | 2 100 | 2 093 | 2 437 | 2 772 | 2 577 | 2 488 | 2 783 | 2 814 |

| 1856  | 1861  | 1866  | 1872  | 1876  | 1881  | 1886  | 1891  | 1896  |
| ----- | ----- | ----- | ----- | ----- | ----- | ----- | ----- | ----- |
| 2 621 | 2 652 | 2 580 | 2 524 | 2 476 | 2 387 | 2 271 | 2 205 | 2 148 |

| 1901  | 1906  | 1911  | 1921  | 1926  | 1931  | 1936  | 1946  | 1954  |
| ----- | ----- | ----- | ----- | ----- | ----- | ----- | ----- | ----- |
| 2 019 | 2 157 | 2 199 | 2 210 | 2 097 | 2 127 | 2 016 | 2 032 | 2 013 |

| 1962  | 1968  | 1975  | 1982  | 1990  | 1999  | 2004  | 2006  | 2009  |
| ----- | ----- | ----- | ----- | ----- | ----- | ----- | ----- | ----- |
| 1 928 | 2 017 | 2 058 | 2 022 | 2 056 | 1 858 | 1 943 | 1 990 | 1 846 |

| 2014  | 2019  | 2022  | - | - | - | - | - | - |
| ----- | ----- | ----- | - | - | - | - | - | - |
| 1 781 | 1 733 | 1 745 | - | - | - | - | - | - |

## Lieux et monuments
- Menhir de Kerloc'h.

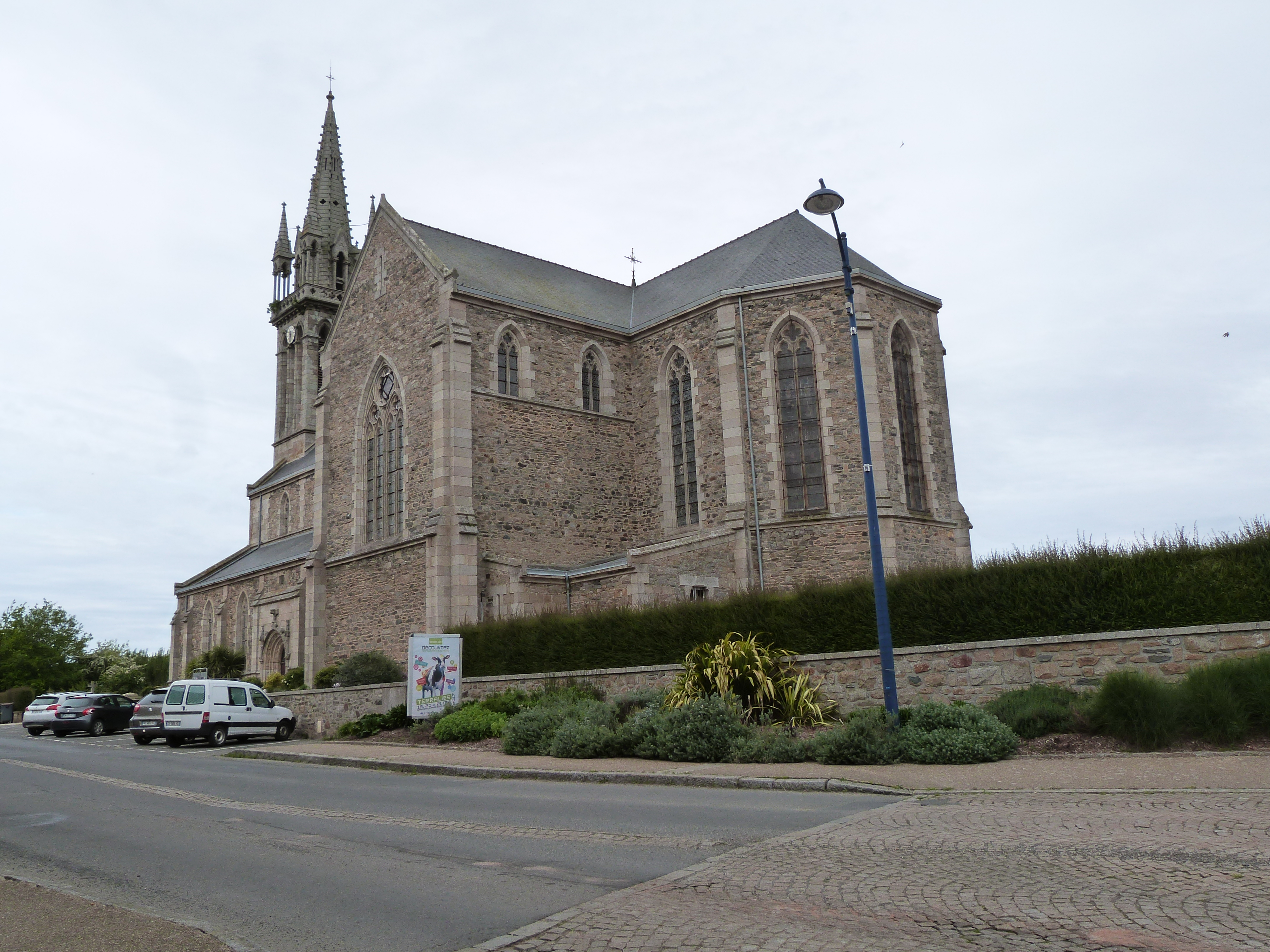
L'église Notre-Dame.

- Château de Kéralio, XVe siècle, extérieur visitable de juillet à septembre.  Inscrit MH (22 mars 1930)[32].
- Chapelle de Kelomad
- Jardin du Kestellic, inscrit au titre des monuments historiques par arrêté du 4 août 1992[33].
- Passerelle Saint-François (1837, modernisée en 2013).
- Viaduc de Kerdéozer sur l'ancienne ligne de chemin de fer de Tréguier à Perros-Guirec (exploitée par les Chemins de fer des Côtes-du-Nord de 1906 à 1949), construit par Louis Harel de la Noë.
- Aqueduc du Guindy construit de 1610 à 1623.  Inscrit MH (17 avril 1931)[34]
- Pont de Keralio ou Pont Min, pont romain (IIe siècle) sur le ruisseau du Lizildry, chemin Hent Braz Coz
- Port de la Roche Jaune.
- Manoir de Lezhildry (XVe et XVIe siècles); l'artiste peintre Alain Plesse y créa une fresque en 1996.
- Église Notre-Dame.

## Personnalités liées à la commune
- Jarl Priel (Charles Trémel de son état-civil) y est né le 23 avril 1885, écrivain bretonnant, auteur de plusieurs ouvrages dont la fameuse trilogie Va Zammig Buhez, Va Buhez e Rusia et Amañ hag Ahont, relation de ses propres souvenirs,
- Yann Sohier, instituteur et fondateur d'Ar Falz, y a habité ; père de Mona Ozouf,
- Bizien de Kérousy, lieutenant général de l'Amirauté de Bretagne sous le duc François II,
- Alexander Calder (1898 - 1976) était un sculpteur et un peintre américain qui séjourna régulièrement en Bretagne à partir de 1931. Il acquit la maison du Palud, à la Roche Jaune, en Plouguiel, en 1957.
- Jean Rémi Clausse, auteur et éditeur, on lui doit notamment les notes des Carnets de guerre d'Édouard Cœurdevey.

## Jumelages
- Castelnau-Magnoac, département des Hautes-Pyrénées (France) depuis le 13 février 1999[35] (676 km à vol d'oiseau)